# Пам'ятник героям Буковинського куреня
Пам'ятник Героям Буковинського куреня — пам'ятник воякам Буковинського куреня (1918, 1941, 1944) в місті Чернівцях (встановлено 1995 року).
Розташований у сквері на розі вулиць Руської й Садовського.
Споруджений у 1995 році. Автор — чернівецький скульптор Іван Миколайович Салевич.

## Опис
Пам'ятник являє собою постать архангела Михаїла в українському народному одязі, який тримає списа в одній руці, щита — в іншій. На щиті напис: «Здобудеш Українську Державу, або згинеш у боротьбі за неї» (перша з «Десяти заповідей українського націоналіста»). У нижній частині скульптури, вже ближче до постамента — герб України тризуб і вигравійовані дати: 1918, 1941, 1944.
Архангел уособлює тисячі свідомих буковинських патріотів України, які в переломні для країни часи пліч-о-пліч зі співвітчизниками з інших українських земель виборювали свободу й державну незалежність для своєї Батьківщини — після занепаду і втрати української державності, в тому числі і на Буковині, в листопаді 1918 року оборонці краю масово вступали до лав Української Галицької армії й разом із побратимами галичанами боролися за Українську Державу.

## З історії монумента
Пам'ятник Героям Буковинського куреня, споруджений 1995 року, став одним з перших, зведених у Чернівцях на хвилі національного відродження в 1990-і роки після здобуття Україною незалежності (1991).
Під час загальноміської Толоки 11 квітня 2009 року працівниками лісового господарства, охорони природи та екології, представниками влади та громадськості було озеленено сквер, у якому знаходиться пам'ятник, зокрема висаджено 400 цінних декоративних кущів і дерев (придбані в Оршівському розсаднику). Однак буквально за декілька днів невідомі вандали вщент знищили зелений куточок і завдали місту великих збитків, вирвавши з корінням практично всі дерева, з приводу чого було розпочато розслідування місцевих правоохоронних органів.

## Виноски
1. ↑  Лашкевич М. С., Бойко І. Д. Запрошуємо на екскурсію Чернівцями. Путівник., Чернівці, 2008, стор. 160—161
2. ↑  Пам'ятник Героям // Прогулянка Чернівцями та Буковиною. Путівник., К.: Балтія-друк, 2008, стор. 107 ISBN 966-8137-38-8
3. ↑  Біля пам'ятника Буковинському куреню вандали викорчували всі насадження[недоступне посилання з липня 2019] // повідомлення за 21 квітня 2009 року на citi.cv.ua, Чернівецький інформаційно-розважальний портал [Архівовано 20 квітня 2009 у Wayback Machine.]